# Разлив
Ра́злив (болг. Разлив) — село в Софійській області Болгарії. Входить до складу общини Правець.

## Населення
За даними перепису населення 2011 року у селі проживали 644 особи.
Національний склад населення села:
| Національність   | Кількість осіб | Відсоток |
| ---------------- | -------------- | -------- |
| болгари          | 408            | 67,1%    |
| цигани           | 199            | 32,7%    |
| Всього відповіли | 608            |          |

Розподіл населення за віком у 2011 році:
Динаміка населення: